# Strike

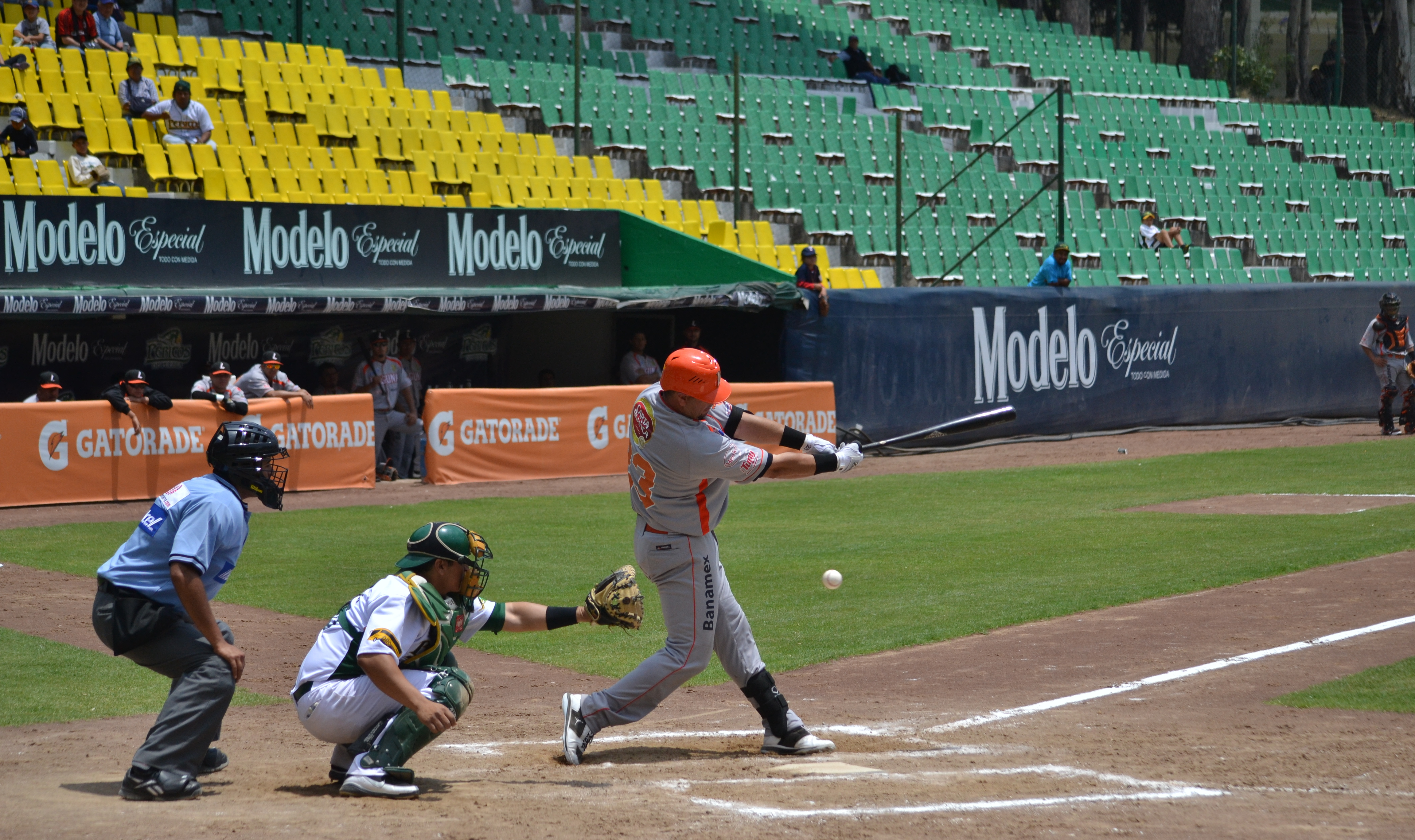
Un batedor falla en colpejar la pilota, cometent un strike

En beisbol, un strike (abreujat S) succeeix quan el batedor falla en colpejar la pilota, bé sigui per intentar-ho i no tocar-la o per no intentar-ho quan la pilota travessa la zona de strike. Quan el batedor acumula tres strikes, succeix un strikeout (SO o K) i aquest queda eliminat. Quan el tercer strike és per inacció i la pilota, segons el criteri de l'àrbitre, travessa la zona de strike, l'strikeout es sol denotar per ꓘ.
Si el batedor bat una pilota fora (foul ball), és a dir, bat la pilota fora de les línies que delimiten el terreny de joc vàlid, també compta com a strike, encara que no pot resultar en strikeout; si un batedor duu dos strikes i bat una pilota fora, no queda eliminat i continua batent. Com a excepció, si el jugador bat una pilota fora amb un toc de sorpresa (bunt) duent dos strikes, sí que queda eliminat per strikeout. Una esquitllada (foul tip), que succeeix quan el bat frega la pilota sense pràcticament desviar-la i el receptor és capaç d'entomar-la al vol, també pot resultar en strikeout.

## Tercer strike no entomat
Excepcionalment, un strikeout pot no resultar en l'eliminació del batedor. Si el receptor no entoma la pilota en un tercer strike, estadísticament es compta com a strikeout, però el joc segueix viu i el batedor esdevé un corredor. Per eliminar-lo, s'ha de fer com es fa habitualment amb els corredors: tocant-lo o forçant-ne l'eliminació a base. Això es coneix com a uncaught third strike («tercer strike no entomat») als Estats Units i com a 振り逃げ (furinige, lit. «bata i escapa») al Japó. Com a excepció, si el receptor no entoma la pilota en un tercer strike però hi ha un corredor a primera base amb menys de dues eliminacions en l'entrada, el joc no continua i el batedor és eliminat. Això és per prevenir que el receptor no entomi la pilota deliberadament i pretengui realitzar una doble eliminació.
Com que un tercer strike no entomat permet al batedor d'evitar l'eliminació malgrat l'strikeout, això fa que un llançador pugui aconseguir més de tres strikeouts en una mateixa entrada. Aquesta és una de les ocurrències més infreqüents del beisbol; a la Major League Baseball només 88 llançadors al llarg de la història han aconseguit quatre strikeouts en una entrada i cap n'ha aconseguit cinc o més.

## Rècords

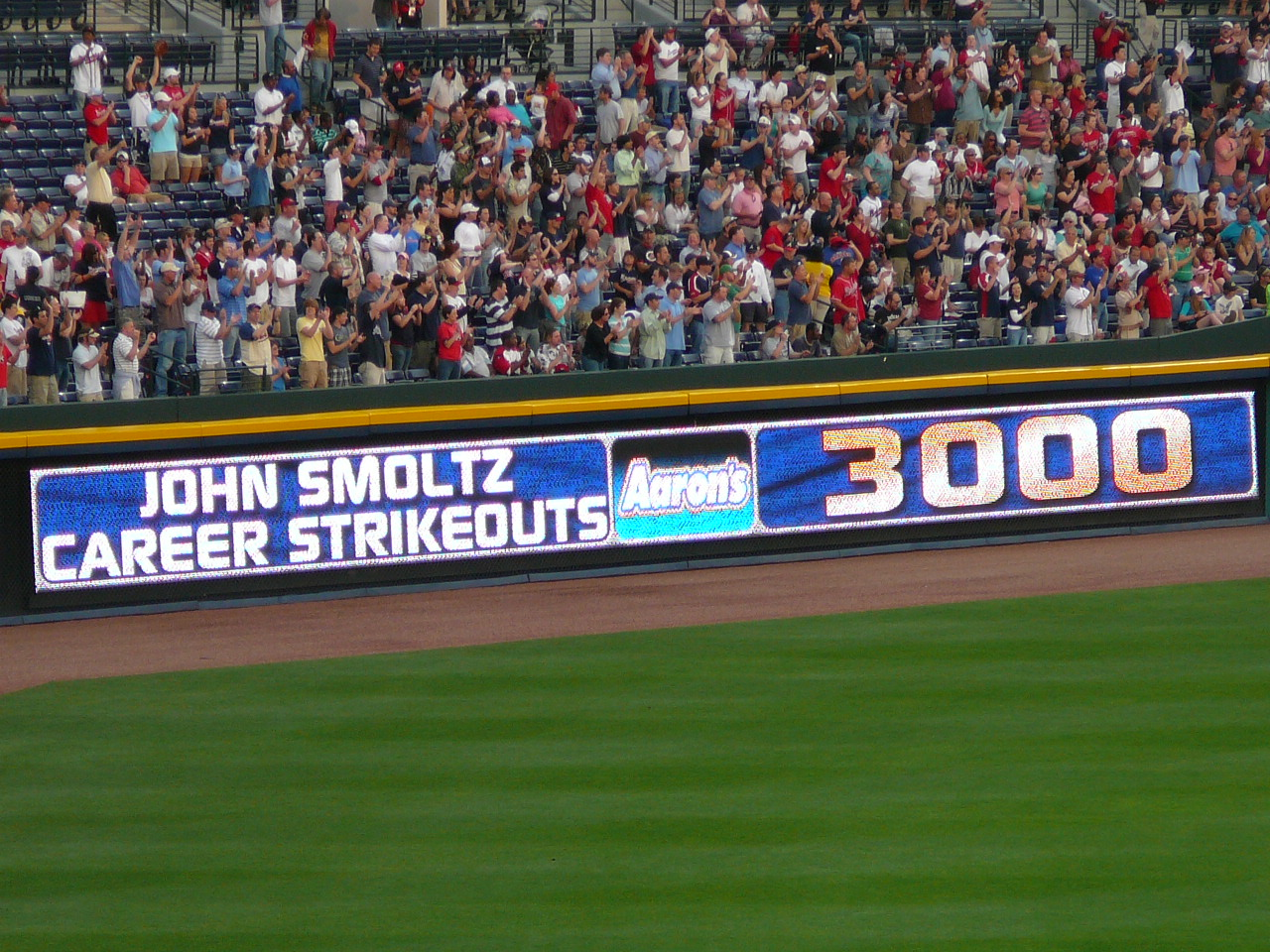
Un marcador electrònic celebra l'strikeout número 3.000 de John Smoltz, aconseguit l'abril de 2008

El llançador Nolan Ryan té el rècord d'strikeouts de les grans lligues, amb 5.714 al llarg de la seva carrera professional. El rècord està àmpliament considerat com a pràcticament irrompible, ja que Ryan va jugar 27 temporades al màxim nivell, que també és un rècord, amb una mitjana d'strikeouts per temporada molt elevat. A dia d'avui, hi ha 19 llançadors que han aconseguit com a mínim 3.000 strikeouts, una xifra considerada un estàndard de grandesa i molt celebrada pel públic americà. D'aquests 19 llançadors, n'hi ha catorze que han entrat al Saló de la Fama del Beisbol i tres que encara no compleixen les condicions per entrar-hi, perquè estan en actiu o s'han retirat fa poc. Un cas especial és el de Roger Clemens, de qui se n'ha al·legat l'ús d'ajuts ergogènics i per això no hi ha consens sobre si ha d'entrar-hi o no.
A la lliga japonesa, quatre llançadors han superat la xifra dels 3.000 strikeouts, encapçalats per Masaichi Kaneda amb 4.490. Tots quatre formen part del Saló de la Fama del Beisbol Japonès.